# Гетап (Вайоц-Дзор)
Гетап (вірм. Գետափ) — село в марзі Вайоц-Дзор, на півдні Вірменії. Село розташоване на місці зливання річки Єхегіс з річкою Арпа, неподалік від перехрестя трас Єреван - Степанакерт та Мартуні - Єхегнадзор. За 4 км на схід розташований адміністративний центр марза - місто Єхегнадзор, за 8 км на північ знаходиться село Шатін, а за 6 км на південний схід розташоване село Арпі.
В селі діє виноробне підприємство. У селі знаходиться церква Аглі Ванк і залишки середньовічного мосту через річку Єхегіс.